# Alexandru Bădulescu
Alexandru I. Bădulescu (n. 20 februarie 1929, Dara, județul Buzău, Regatul României – d. 2 ianuarie 2021, Ploiești, România) a fost un profesor și muzicolog român, doctor în muzicologie, membru al Uniunii Compozitorilor si Muzicologilor din România, membru al Uniunii Ziariștilor Profesioniști, membru fondator al Uniunii Interpreților, Coregrafilor și Criticilor Muzicali din România, Cetățean de onoare al municipiului Ploiești, figură a vieții culturale din județul Prahova și din România.

## Biografie
S-a născut în data de 20 februarie 1929, în satul Dara din fosta comună Șarânga, din 1968, comuna Pietroasele, județul Buzău. Este unul dintre cei șapte copii născuți în familia țăranilor cu gospodărie mijlocie Ion și Maria Bădulescu, din care au supraviețuit numai patru.
Tatăl său, Ion T. Bădulescu, era veteran din Primul Război Mondial, iar bunicul, Tănase Bădulescu, participase în luptele Armatei Române în Războiul pentru Independența de Stat a României din anii 1877-1878, de unde a revenit cu un interesant fes roșu, pe care l-a purtat până în ultimele zile ale vieții. Din această cauză, lumea satului i-a adăugat un nou nume „Tănase Turcul”. Părinții, asemenea majorității locuitorilor din acel sat de vârste apropiate, nu au știut carte.
A absolvit Școala Primară în satul natal, Liceul „I. L. Caragiale” Ploiești, Școala de Ofițeri în rezervă din Bacău – cu gradul de sublocotenent, Conservatorul de Muzică din București (în prezent Universitatea Națională de Muzică București) – Secția pedagogie, dirijat, profesori de muzică (1964), Secția de compoziție-muzicologie (1972), Învățământul Postuniversitar-muzicologie (1972-1973), Cursurile Internaționale pentru educația adulților și management cultural organizate de către Uniunea Europeană în Danemarca prin Ministerul Culturii din România și Ministerul Afacerilor Externe Danez.
În anii 1997-2003, a urmat Învățământul doctoral din România, în anul 2004 obținând titlul științific de „Doctor în muzică” al Universității Naționale de Muzică din București, cu teza Cultura Muzicală în sec. XIX-XX din județul Prahova.
A promovat, cu brio, toate gradele didactice din învățământul preuniversitar: gradul definitiv (1967), gradul II (1973), gradul I (1979).
Pentru a-și câștiga existența a muncit din greu, începând de la vârsta de 11 ani, inclusiv în vacanțele școlare, atât în gospodăria părinților, dar și la unii arendași din comuna Clondiru, județul Buzău.
Din cauza cumplitei secete din anii 1946-1947, a întrerupt pentru un timp studiile secundare. În urma unui examen susținut la Școala Normală din Buzău, a fost numit suplinitor în învățământul primar, inițial la școlile din comunele Șarânga și Pietroasele și pentru anul școlar 1949-1950, în comuna Monteoru, județul Buzău, de unde, la 1 aprilie 1950, a fost promovat în domeniul culturii și artei, în funcția de Șef al Secției Cultură și Artă de la Comitetul Provizoriu al Plășii Mihăilești, iar după prima raionare administrativ teritorială în regiuni și raioane din 6 septembrie 1950, a fost numit Șef al Secției Culturale al Regiunii Pogoanele din județul Buzău.
Din această funcție a fost încorporat la 17 noiembrie 1950 pentru satisfacerea serviciului militar obligatoriu.
În perioada aprilie – septembrie 1950 a făcut parte și din Comitetul Provizoriu Lărgit al județului Buzău, iar de la 7 septembrie 1950, membru în Comitetul Provizoriu al Regiunii Buzău.
La revenirea din armată (1 aprilie 1953), Regiunea Buzău desființându-se în septembrie 1952 – în urma unificării cu Regiunea Prahova și formând noua Regiune Ploiești, a fost numit inspector la Secțiunea de artă a Regiunii Ploiești (1953 - 1954), apoi inspector principal și inspector șef la Secțiunea culturală regională (1954 - 1957), inspector principal la Secțiunea Regională de învățământ și cultură Ploiești (1957 - 1962), inspector principal la Comitetul de cultură și artă a Regiunii Ploiești (1962 - 1965), Secretar al Comitetului regional de cultură și artă Ploiești (1965 -1968), Vicepreședinte al Comitetului județean de cultură Prahova (1968 - 1990), Consilier teritorial (1990-1992), șef al Inspectoratului județean pentru cultură Prahova (1992 - 27.V.1997), iar de la 1 iulie 1997, muzeograf coordonator la Muzeul “Paul Constantinescu” din Ploiești.
În perioada 1977 – 2007, îndeplinește și funcția de vicepreședinte al Cenaclului „Paul Constantinescu“ din Ploiești, iar apoi, după moartea regretatului compozitor Zaharia Popescu, devine Președinte al Fundației.
Într-o perioadă în care cultura și operele de artă erau puse pe un plan secundar, a reușit să obțină bugete de reparație și a coordonat lucrările de renovare pentru obiectivele culturale grav afectate de cutremurul din 1977: Castelul Peleș și Castelul Pelișor, Teatrul de Stat din Ploiești, Filarmonica de Stat din Ploiești, Muzeul de Istorie din Ploiești, Muzeul de Artă din Ploiești, Muzeul Ceasului din Ploiești, Casa Hagi Prodan din Ploiești și Casa Nicolae Iorga din Vălenii de Munte.
A fost un apropiat al compozitorilor Paul Constantinescu și Nelu Danielescu, al renumiților profesori Nicolae Simache și Magdalena Moșneaga, precum și al altor personalități din viața culturală ploieșteană si romănească: dr. ing. N.C. Debie, Toma Caragiu, Ion Baciu, Horia Andreescu, Ilinca Dumitrescu, Gabriel Croitoru, Liliana Ciulei, Teodor Drăgulescu, Valentin Gheorghiu, Marin Constantin și multi alții.
Numele său se leagă de înființarea Filarmonicii din Ploiești în anul 1952, împreuna cu cățiva entuziaști ai vieții muzicale din acea vreme: dr. ing. N.C. Debie, dirijorul Ion Baciu, compozitorul și pianistul Nicolae Brânduș, instituție pe care a slujit-o și iubit-o până în ultimele clipe ale vieții.
A întreprins studii și vizite de documentare, turnee artistice și participări la manifestări artistice internaționale, trimis de către Ministerul Culturii, în fost URSS (1961), Cehoslovacia (1966, 1978, 1984), Iugoslavia (1968), Italia (1969, 1973, 1975), Bulgaria (1972, 1984), RDG (1974), RFG (1975, 2009), Elveția (1978), Grecia (1986), Rusia și Lituania (1989), Turcia (1993, 1996), Ungaria, Slovacia și Polonia (1995), Republica Moldova și Danemarca (1994), Egipt (2007), Olanda (2009) ș.a. În luna mai 1978, la propunerea Ministerului Culturii, forurile centrale au decis participarea prof Al. I. Bădulescu, vicepreședinte al Comitetului Județean de Cultură și Artă Prahova, în calitate de observator, la prestigiosul Festival Internațional „Primăvara la Praga” din Republica Cehoslovacia.
A scris peste 2000 de articole, eseuri, cronici muzicale, studii, programe de sală, referate și comunicări științice etc, care au fost publicate în diverse cotidiene și reviste de specialitate din țară și de peste hotare.
A colaborat la realizarea albumelor Regiunea Ploiești (1964) și Județul Prahova (1974), Monografia Județului Prahova (1980), a volumelor Istoria Prahovei în date (1977), coautor la patru culegeri de cântece Din creația compozitorilor prahoveni  (1977-1986) și al volumelor: Ploiești – viața muzicală (2008), Paul Constantinescu – corespondență și alte documente (2009 – volum lansat în premieră în Aula cea mare a Academiei Române, în ziua de 29 iunie 2009, cu prilejul Sesiunii solemne dedicate centenarului nașterii acestui muzician de geniu).
În anul 2012, a văzut lumina tiparului monumentala lucrare Cultura muzicală în sec XIX-XX din județul Prahova – Editura Muzicală, lucrare distinsă în 2013 cu Premiul Uniunii Compozitorilor și Muzicologilor din România.
A compus lucrări de muzică ușoară și corală, pe versuri de Mircea Ionescu-Quintus, Nicolae Dumitrescu, Corneliu Șerban, Tudor Stănescu etc., prezentate în spectacole, concerte și emisiuni TVR.
A realizat câteva sute de emisiuni la posturi locale și centrale de radio, dintre care peste o sută la postul SOS Prahova, începând din anul 2011.
Între anii 1981-1996 a fost directorul Festivalului Național (Internațional din 1991) al Tinerilor Dirijori ce a avut loc în stațiunile Bușteni și Sinaia; a fost principalul realizator și coordonator al cursurilor Universității Populare de Vară “Nicolae Iorga” din Vălenii de Munte (1968-1996, 2001).
A făcut parte din jurii județene, interjudețene și republicane, ale concursurilor artistice organizate de către Ministerul Culturii și Comitetul Județean pentru Cultură și Artă Prahova. Din 1995 este directorul Concursului Național de Interpretare și Creație Muzicală „Paul Constantinescu”, aflat în acest an la ediția XXIII.
A fost membru fondator și membru în consiliul de conducere (1991-2010) al Uniunii Interpreților, Coregrafilor și Criticilor Muzicale din România; membru al Uniunii Compozitorilor și Muzicologilor (din 2007) și al Uniunii Ziariștilor Profesioniști din România (2006).
A susținut prelegeri importante în ediții 2011-2019 ale Simpozionului Internațional “George Enescu”, având ca teme:
1. George Enescu și sale cu județul Prahova (ed. 2011);;
2. O lumină în devenirea compozitorului Paul Constantinescu: GEORGE ENESCU (ed. 2013) ;
3. George Enescu – simbol al activității social-umanitare din România (ed. 2015);;
4. George Enescu – Dirijorul primei audiții absolute a Oratoriului Bizantin de Paști “Patimile Domnului” de Paul Constantinescu (ed. 2017);
5. Paul Constantinescu – Triplu Laureat al Concursului Național de Compoziție George Enescu (ed. 2019).
Legat permanent de viată cultural-artistică din județul natal – județul Buzău, cu deosebire în perioada 1953-1968, a sprijinit efectiv realizarea de construcții de noi școli și cămine culturale (Pietroasele, Pleșcoi, Vadul Sorești, Șarânga, Merei, Bogza etc.), dotarea cu mobilier din fondurile Secțiunii culturale regionale (1954-1960), reluarea, consolidare și restaurarea clădirii Casei de Cultură din Râmnicu Sărat (1956-1960), restaurarea sălii de spectacole „Moldavia” din municipiul Buzău (1966), realizarea unei plăci omagiale „Răscoala țăranilor din 1907” (așezată la intrarea pe podul peste apa Buzăului, 1957), realizarea monumentului istoric „1907” – autor artistul poporului Corneliu Medrea (dezvelit în ziua de 22 august 1961, lângă Palatul Comunal Buzău), restaurarea Casei Mănăilă din Buzău – monument de arhitectură (1955-1956), realizarea bustului pictorului Ion Andreescu (1966-1967) – dezvelit în anul 1968 de către oficialitățile noului județ Buzău, sprijinirea formațiilor muzical-coregrafice din zona Buzăului la etapele superioare ale concursurilor naționale organizate în perioada 1954-1968 ș.a.
A participare la importante manifestări cultural-artistice organizate în fostele raioane Buzău și Râmnicu Sărat și ulterior de Comitetul Județean de Cultură și Artă Buzău.
S-a preocupat efectiv de buna funcționare a Muzeului Raional Buzău (1955-1968), înființarea și realizarea expoziției permanente pentru Muzeul de Artă și Istorie din orașul Râmnicu Sărat (1958) și de efectuarea săpăturilor arheologice în șantierele organizate în anii 1956-1967 în localitățile Pietroasele, Cândești, Smeeni, Gherăseni etc.
În calitatea sa de coordonator al Muzeului „Paul Constantinescu” s-a preocupat continuu de organizarea a numeroase manifestări pentru sărbătorirea personalităților culturale legate de viața culturală prahoveană și nu numai (George Enescu; Emilia Comișel, Nelu Danielescu; Paul Constantinescu; J. S. Bach; Dinu Lipatti; Ion Baciu; Gheorghe Brătianu; Vasile Dinu; Constantin Dimitresc; Eugen Pricope; Constantin Brăiloiu; Pablo Casals; Ciprian Porumbescu; Ion Vasilescu; Mihai Eminescu; I.L. Caragiale; dr. Ing. N.C. Debie; Marin Constantin; Florin Comișel; Zaharia Popescu; Mihai Eminescu, I. L. Caragiale, Nichita Stănescu etc), sărbătorirea Zilei Mondiale a Culturii (21 mai), Zilei Imnului Național (29 iulie), Zilei Patrimoniului Cultural European (a III sâmbăta din luna septembrie), 1 Decembrie - Ziua Națională a României, Ziua Limbii Române (31 august) etc, precum și de organizarea de concursuri pentru susținerea și promovarea tinerelor talente din domeniul muzicii (Festivalul “Paul Constantinescu”).
A fost căsătorit timp de peste 51 de ani cu Liliana-Constanța (profesor de matematică) și a avut trei copii: Laurențiu Ion (1969), Loredena Alexandra (1973) și Carmen Anamaria (1979).
A decedat în dimineața zilei de 2 ianuarie 2021, la vârsta de 91 de ani.

## Studii
-         Conservatorul de muzică “Ciprian Porumbescu” din București - Facultatea de compoziție, dirijat, profesor de muzică, (1960 - 1964) și Facultatea de compoziție - muzicologie (1968 -1972), cu prof. : Victor Giuleanu și Dragoș Alexandrescu (teorie - solfegii), Florin Eftimescu și Adrian Rațiu (armonie), Myriam Marbe și Dinu Ciocan (contrapunct), Carmen Petra Basacopol (forme și analize muzicale), Aurel Stroe (teoria instrumentelor), Viorel Cosma și Ioana Ștefănescu (Istoria muzicii universale), Octavian Lazăr Cosma (Istoria muzicii românești), Emilia Comișel și Vasile Dinu (folclor), Marin Constantin, Ioan Marian și Constantin Romașcanu (dirijat cor), Ioan Șerfezi si Florian Penescu (metodica predării muzicii), V. Grefiens (citire partituri).
-         Absolvent al învățământului post-universitar - Muzicologie, Conservatorul — “Ciprian Porumbescu”din București (1970 - 1973) cu profesorii: Dragoș Alexandrescu (teoria muzicii), Leahu Alexandru (probleme de estetică), Florian Georgescu (etnomuzicologie), Grigore Constatntinescu (istoria muzicii), Adrian Rațiu (stilistică muzicală);
-         Doctor în muzică - cu teza: “Cultura muzicală pe teritoriul județului Prahova în sec. XIX - XX“, teză susținută în ziua de 20 mai 2004. Conducător științific - prof. univ. dr. Sebastian Barbu - Bucur.
-         Absolvent al cursurilor de perfecționare în domeniul educației adulților, organizat în Danemarca de Consiliul Europei (mai 1994), prin Ministerul Culturii și M. A. E. din Danemarca.

## Grade didactice
-         1967 - gradul definitiv - Conservatorul “Ciprian Porumbescu” din București; 
-         1973 - gradul II - Conservatorul “Ciprian Porumbescu” din București; 
-         1978 - 1979 - gradul I - Conservatorul “Ciprian Porumbescu” din București.

## Studii documentare peste hotare
a)     1972 - în R. P. Bulgaria (Sofia - Plevna - Botevgrad - Ministerul Culturii);
-     Sistemul de organizare a învățământului artistic pentru amatori și al școlilor populare de artă; 
-     Forme și modalități de pregătire, perfecționare a pregătirii profesionale a instructorilor artistici și a cadrelor artistice din instituțiile de spectacole și concerte.
b)       1974 - R. D. G. (Berlin, Drezda, Magdenburg și Ministerul Culturii).
-     Modul de organizare și funcționare a Filarmonicilor și Orchestrelor Simfonice; 
-     Direcțiile principale privind alcătuirea repertoriilor pentru stagiunile de concerte; 
-     Relația filarmonică - public ;
-     Sistemul de perfecționare a cadrelor din instituțiile muzicale și teatrele dramatice;
c)       1978 - Cehoslovacia, Praga - luna mai.
-     Participare în calitate de observator al Ministerului Culturii la Festivalul muzical Internațional “ Primăvara la Praga “;
-     Studiul “ Modul de organizare și desfășurare a Festivalului și locul creației românești în repertoriul filarmoniciilor din Republica Cehoslovacă.
NOTĂ : Studiul (38 pagini) a fost depus la Direcția Relației Externe din Ministerul Culturii. Un rezumat a fost publicat în revista “ MUZICA “ nr. 9 / 1978, pag. 40-41.

## Activitate profesională
-         1949 - 1. IV. 1950, profesor suplinitor muzică la școlile din comunele :Șarânga și Monteoru și învățător suplinitor la Preventoriul din comuna Monteoru.
-         1. IV. 1950 - Șef Secție Culturală la Comitetul Provizoriu al Plășii Mihailesti județul Buzău și la Raionul Pogoanele, Regiunea Ploiești;
-         16. XI. 1950 - 1. IV. 1953 - Elev la Școala de Ofițeri de Rezervă din Bacău
-         Inspector la Secțiunea de artă a Regiunii Ploiești (1953 - 1954), Inspector principal și Inspector șef la Secțiunea culturală regională (1954 - 1957), Inspector principal la Secțiunea Regională de învățământ și cultură Ploiești (1957 - 1962), Inspector principal la Comitetul de cultură și artă a Regiunii Ploiești (1962 - 1965), Secretar al Comitetului regional de cultură și artă Ploiești (1965 -1968), Vicepreședinte al Comitetului județean de cultură Prahova (1968 - 1990), Consilier teritorial (1990-1992), șef al Inspectoratului județean pentru cultură Prahova (1992 - 27.V.1997), iar de la 1 iulie 1997, muzeograf coordonator la Muzeul “Paul Constantinescu” din Ploiești.
-         În anul școlar 1960 - 1961 a funcționat, prin cumulul, în calitate de profesor suplinitor de muzică la școala din comuna Valea Călugărească, jud. Prahova, iar între anii 1964 - 1968, la Liceul “Mihai Viteazul” din Ploiești. Această funcție, prin cumul, și în anul școlar 1991 - 1992, la Școala Generală nr. 31 din Ploiești.
-         Din ianuarie 1977 îndeplinește și funcția de vicepreședinte al Cenaclului “ Paul Constantinescu “ din Ploiești, iar din  dembrie 2007 funcția de președinte al Cenaclului

## Participări la manifestări artistice internaționale
1.       1966, iunie - iulie, în Cehoslovacia;
-         Conducătorul Ansamblului folcloric “PRAHOVA“ la Festivalurile Internaționale de folclor "Stranice" și “Vichonda”.
2.       1968 - iulie - Iugoslavia:
-         Conducător Ansamblului folcloric “ PRAHOVA “ la Festivalul Internațional de folclor de la  Zagreb .
3.       1969 - iulie – Italia:
-         Conducătorul Ansamblului folcloric “PRAHOVA” la Festivalul Internațional de folclor de la Tarcento și pentru un turneu de 20 de zile pe teritoriul Italiei, în zona centrală (Parma, Civitavecchia etc.)
4.       1969 - august, București:
-         Conducătorul Ansamblului folcloric “PRAHOVA“ la primul Festival Internațional de folclor ce a avut loc în capitala țării;
5.       1973 - august, Italia:
-         Conducătorul Coralei “Paul Constantinescu” a Palatului Culturii din Ploiești , la cel de al XXI-lea Concurs Internațional “Guido d'Arezzo”, desfășurat sub înaltul patronaj al Președintelui Republicii Italiene, Giovanni Leone.
6.       1975 - noiembrie - decembrie - Berlinul Occidental,  Germania Federală  și Italia:
-         reprezentantul fostului Consiliu al Culturii, în turneul întreprins de Orchestra Simfonică a Filarmonicii din Ploiești, în aceste țări.
7.       1984 - septembrie – Bulgaria:
-         Conducătorul Coralei “Paul Constantinescu“ din Ploiești, în turneul efectuat în Bulgaria.
8.       1986 - august - Grecia, Atena și Creta, Heraklion
-         reprezentantul fostului Consiliu al Culturii, în turneul efectuat de Orchestra Simfonică a Filarmonicii din Ploiești.
9.       1989 - 1996 - anual - vizite de documentare cu personalul științific din muzee, în Rusia, Lituania, Turcia, Ungaria, Slovacia, Cehia și Polonia.
10.    Director al Festivalului Național al Tinerilor Dirijori (1981 - 1990) și director al Festivalului Internațional al Tinerilor Dirijori (1991 - 1996) ce a avut loc în stațiunile Bușteni, Sinaia, numit de Ministerul Culturii.

## Manifestări muzicale naționale organizate
1.     Festivalul coral interjudețean “Florin Comișel” (anual), din 1986 până în mai 1997.
2.     Festivalul Interjudețean de interpretare a muzicii ușoare românești “Când castanii înfloresc” (anual) din 1971 până în mai 1997.
3.     Concursul național de interpretare și creație muzicală “Paul Constantinescu” dedicat elevilor din ^muzică, pentru secțiunile pian, vioară, canto și compoziție (anual) din 1995.
4.      Cursurile de vară ale Universității populare de vară “Nicolae Iorga” din Vălenii de Munte (1968 -1972, 1975 - 1978 și 1990 - 1996).
5.      Coorganizator al Concursului Național (2001) și Internațional de Pian “Lorry Wallfisch” (2002 -2003)
6.        Coorganizator al Concursului Național (2001) și Internațional de Canto “Eugenuia Moldoveanu” (2002-2003).

## Prelegeri. Expuneri. Referate
1.       Ciclul “Muzica românească în cea de a doua jumătate a sec. XX” (1973 - 1975) - Universitatea populară din Ploiești). Ciclul a cuprins 4 teme principale: muzica simfonică și de cameră, muzica de operă, operetă și balet, cântecul de masă și muzica ușoară.
2.       Fii de onoare ai satului - compozitorul, violoncelistul, dirijorul și profesorul CONSTANTIN DIMITRESCU, născut în com. Blejoi din jud. Prahova, în luna martie 1847. (1972, 1977, 1982, 1987, 1992,1997, 2002).
3.       Viața și opera compozitorul și dirijorului Gavriil Musicescu (cu prilejul comemorării a 70 de ani de la trecerea în eternitate, 19. dec. 1973 - la Casa de Cultură (Cazinoul) Sinaia.
4.       Viața și opera compozitorului Alexandru Flectenmacher (cu prilejul aniversării a 150 de ani de la naștere - 28. dec. 1973 Sinaia).
5.       Dimitrie Cantemir - savant de renume european - 250 de ani de la trecerea în eternitate, comunicare în cadrul simpozionului realizat în colaborare cu Muzeul de Istorie București, în orașele: Câmpina, Breaza, sinaia și Urlați (1973).
6.       Muzica românească în cea de a doua jumătate a sec. XX (1974) în orașele Sinaia și Bușteni.
7.       Bedrech Smetana “Viața și opera”,  Casa de Cultură Sinaia, (în ziua de 28 dec. 1874) cu prilejul aniversării a 150 de ani de la nașterea compozitorului. Manifestarea a făcut parte din ciclul “Mari aniversări culturale recomandate de Consiliul Mondial al Păcii și UNESCO”.
8.       Sinaia, loc de creație pentru marele compozitor George Enescu (1974 Casa de Cultură din Sinaia)
9.       Momente din viața și opera compozitorului Ioan Cr. Danielescu - cu prilejul a 90 de ani de la naștere, împreună cu muzicienii: Dinu Stelian, D. D. Botez, Florin Comișel, istoricul și criticul literar Valeriu Râpeanu (2 dec. 1974 - Casa de Cultură a Sindicatelor Ploiești). 
10.   Virtuțiile educative ale cântecului de masă. Comunicare la Universitatea populară din Vălenii de Munte ediția 1975 (4 sept 1975), împreună cu compozitorii: Florin Comișel, Vasile Donose, Mircea Neagu, Teodor Bratu și Ludovic Paceag.
11.   Exigență și responsabilitate în valorificarea creației populare - Universitatea populară din Vălenii de Munte (5 sept. 1975) împreună cu : prof. univ. dr. Ovidiu Papadima, prof. univ. Emilia Comișel, conf. univ. Vasile Dinu, prof. dr. Ion Bălu ș. a.
12.   Umanism și patriotism în creația muzicală contemporană românească - comunicare la. Universitatea populară de vară “Nicolae Iorga” din Vălenii de Munte, ediția 1976 (29 august 1976), impreună cu muzicienii: Zeno Vancea, Gheorghe Dumitrescu și Petre Codreanu.
13.   Ideea luptei pentru unitate și independență națională în creația muzicală - cominicare la Universitatea populară “Nicolae Iorga” din Vălenii de Munte - 31 august 1977, impreună cu muzucienii: Gheorghe Dumitrescu, prof. univ. dr. Octavian Lazăr Cosma, prof. univ. dr. Petre Brâncuș și Petre Codreanu.
14.   Arta și cultura românească în circuitul universal de valori - comunicare la - Universitatea populară din Vălenii de Munte, luni 28 august 1978 impreună cu: diplomatul Vasile Ileasa - Directorul Direcției Relații Externe din fostul Consiliu al Culturii, Ion Irimescu - sculptor, artist al poporului, președinte U.A.P, prof. univ. dr. Petre Brâncuși, președinte al U.C.R.M., muzicologul Petre Codreanu, prof. univ. dr. Dan Grigorescu și criticul de artă Mircea Deac.
15.   Creația artistică în cea de a doua jumătate a sec. XX - comunicare în cadrul simpozionului dinziua de 30 august 1978 la Universitatea populară din Vălenii de Munte impreună cu Zeno Vancea, maestru emerit al artei, Viorel Mărginean - pictor, vicepreședinte U.A.P., prof. Nicolae Nistor - Directorul Institutului de Cercetări Etnologice și Dialectologice și conf. univ. dr. Mihai Vasiliu din Ministerul Culturii.
16.   George Enescu și legăturile sale cu județul Prahova - Casa de Cultură din Sinaia, 19 august 1981. Simpozion organizat împreună cu U.C.R.M cu prilejul centenarului nașterii genialului muzician. Au mai susținut comunicări : prof. univ. dr Viorel Cosma și compozitorii: Laurențiu Profeta, Elly Roman și Nicolae Coman.
17.   Viața și opera compozitorului Igor Stravinski, dec. 1982, cu prilejul centenarului nașterii ilustrului muzician.
- Manifestarea a avut loc în cadrul ciclului “Mari aniversări culturale recomandate de UNESCO și Consiliul Mondial al Păcii” (Palatul Culturii Ploiești).
18.   Viața și opera marelui muzician Pablo Casals (dec. 1976), împreună cu prof. univ. George Cocea, cu prilejul centenarului nașterii celebrului muzician. Manifestarea a avut loc în cadrul ciclului “Mari aniversări culturale recomandate de UNESCO și Consiliul Mondial al Păcii” (Palatul Culturii Ploiești).
19.   Muzicianul - artist al cetății - simpozion (dec. 1985), în cadrul Zilelor Muzicale Prahovene cu participarea: dr. Vasile Tomescu, Dinu Stelian, Nicolae Brânduș, Aurel Giroveanu și Zaharia Popescu (Palatul Culturii Ploiești).
20.   Comunicări la simpozioanele pe diverse teme ale creației și vieții muzicale românești -în anii 1986 -1996, în cadrul zilelor culturii “Tezaur prahovean”, cu participarea muzicienilor prof. univ dr. Octavian Lazăr Cosma, prof. univ. dr. Nicoale Brânduș, prof. univ. dr. Irina Odăgescu Țuțuianu, prof. univ.dr. Petre Crăciun și compozitorii: Zaharia Popescu, Aurel Giroveanu, Constantin Arvinte, Mircea Neagu, Vasile Timiș, Felicia Donceanu, Ștefan Andronic ș. a.
21.   Prefața la unele programe de sală ale Filarmonicii din Ploiești (1969 - 1972 etc.) și ale Teatrului Toma Caragiu Ploiești (1996).
22.   Numeroase interviuri la radio și televiziune (anual, începând din 1965), participări în juriile republicane ale unor concursuri de profil (1965, 1966, 1974, 1977, 1978 - la TV) jurii județene și interjudețene organizate de forurile culturale din județul Prahova. (președinte sau vicepreședinte)
23.   Comunicări la simpozioane pe diverse teme muzicale programate la cursurile Universității Populare de Vară “Nicolae Iorga” de la Vălenii de Munte în anii 1990 - 1996 la care au participat: prof. univ dr. Octavian Lazăr Cosma, prof. univ. dr. Irina Odăgescu Țuțuianu, conf. univ. dr. Gheorghe Firea, prof. univ. dr. Nicolae Coman, prof. univ. dr. Nicolae Brânduș, compozitorul George Balint, dr. Wilhelm Berger, soprana Eugenia Moldoveanu, baritonul David Ohanessian, dr. Vasile Tomescu, prof. univ. Emilia Comișel, Petre Codreanu etc.
24.   A publicat peste 1000 de articole, studii, eseuri, cronici muzicale în revistele și ziarele: Muzica, România literară, Contemporanul, Flamura Prahovei, Viața Buzăului, România liberă, Muzee și Monumente, pentru apărarea patriei, pentru apărarea păcii, Ploieștii, Prahova, Telegraful de Prahova, Gazetă Cărților, Flamura Botevgradului (Bulgaria - 1984), Actualitatea muzicală, Melos, revista Axioma, Informația Prahovei, Glasul bisericii etc.
25.   Coautor al Albumului județului Prahova “Imagini prahovene”, Editura Meridiane, 1974 ; Istoria Prahovei în date (colaborator - 1977), Monografia județului Prahova - 1984, Editura Sport Turism etc.
26.   A inițiat și realizat tematica pentru expoziția permanentă a Muzeului Memorial “PAUL CONSTANTINESCU” ce s-a deschis în ziua de 20 dec. 1983, cu prilejul comemorării a 30 de ani de la trecerea în eternitate a ilustrului muzician, iar în 1996, împreună cu doamna Maria Baciu și compozitorul Theodor Drăgulescu a intocmit și realizat tematica pentru Expoziția Memorială “ION BACIU”- personalitate de excepție a artei dirijorale românești, expoxiție deschisă în ziua de 21 iunie 1996 cu prilejul aniversării a 65 de ani de la naștere.
Cu acest prilej a așezat și dezvelit pe casa în care a locuit, în Ploiești, marele dirijor o placă omagial cu efigia în broz artistului sfințită de IPS Snagoveanu. Au luat cuvântul atunci - evocând viața și prodigioasa activitate a ilustrului șef de orchestră prof. Al. I. Bădulescu, prof. univ. dr. Nicolae Brânduș, muzicologul Iosif Sava - din partea Televiziunii Române, compozitorul Theodor Drăgulescu și dirijorul Mădălin Voicu - care a dat citire Mesajului adresat de către Președintele României - Ion Iliescu.
27.   A inițiat și realizat - cu sprijinul direct al Ministerului Culturii, următoarele lucrări de artă monumentală (după 1990): Bustul genialului compozitor George Enescu (dezvelit în ziua de 5 sept. 1995, la Vila Luminiș din Sinaia, opera marelui sculptor Ion Irimescu), plăci memoriale, cu efigia în bronz, pentru: Yehudi Menuhin (Sinaia, Vila Carola, 5 sept. 1995); Paul Constantinescu 20 dec. 1993, în clădirea Muzeului Memorial din Ploiești; Ion Danielescu și Nelu Danielescu, Ploiești 8 dec. 1996 - casa natală; Constantin Dimitrescu, com. Blejoi (13 aprilie 1997); Florin Comișel, casa natală, 18 mai 1997; Paul Constantinescu - un bust monumental, dezvelit in curtea Muzeului memorial, în ziua de 20 dec. 2001.
28.   A întocmit o nouă tematică pentru expoziție permanentă a Muzeului Memorial “Paul Constantinescu”, care în linii generale a fost realizată, noua expoziție permanentă urmând a fi inaugurată în următoarele 2 -3 săptămâni.
Tematica a fost însușită de muzicolog dr. Vasile Tomescu și reputata pianistă Ilinca Dumitrescu, Directorul Muzeului Național “George Enescu”.
29.   In ultimii ani a inițiat constituirea unei biblioteci documentare - Paul Constantinescu, primind în acest sens un număr apreciabil de documente de la U.C.M.R., pianista Ilinca Dumitrescu, dr. Vasile Tomescu, istoricul și criticul literar Valeriu Râpeanu, prof. Gh. C. Ionescu, Filarmonica “Moldova” din Iași și din colecțiile Al. I. Bădulescu.
30.   Organizarea anuală a unor manifestări muzicale dedicate unor importante evenimente din istoria și cultura artei românești și unor aniversări sau comemorări dedicate marilor muzicieni din țară și de peste hotare, un loc special revenind ilustrului compozitor și om de știință muzicală, Paul Constantinescu.
Printre muzicienii care au onorat la aceste acțiuni, amintim: acad. Virgil Cândea, prof. univ. Emilia Comișel, pianista Lorry Wallfisch , soprana Eugenia Moldoveanu, baritonul David Ohanessian, compozitorul Marin Constantin, prof. univ. dr. Irina Odăgescu Țuțuianu, prof. univ. dr. Octavian Lazăr Cosma, compozitorul Zaharia Popescu, dr. Vasile Donose, prof. univ. dr. Nicolae Brânduș, prof. univ. dr. Grigore Constantinescu, prof. univ. dr. Veturia Dimoftache, conf. univ. dr. Cristea Zalu, prof. Constantin Drăgușin, conf. univ. dr. Valentin Gruescu, lector univ. dr. Sanda Hârlav-Maistorovici, prof. univ. Ion Beldi, dirijorul Ovidiu Bălan, Gabriel Croitoru, Alexandru Tomescu, prof. Mihaela Tomescu, prof. Adrian Tomescu etc. 
Publicații
1.       Realizate în colecția Tezaur Prahovean, împreună cu prof și dirijorul Leonida Brezeanu)
-          “Patrie nemuritoare” - Culegere de cântece corale, 1977
-          “Oamenilor, cântecele noastre”, Culegere de cântece corale, 1978
-          “Cinstire acestui timp”, Culegere de cântece corale, 1979
-          “Flori din Prahova”, Prelucrări de folclor, 1979 – 1980
2.       Ploiești. Viața muzicală de ieri și de azi (2008); (în colaborare)
3.       Paul Constantinescu. Corespondență și alte documente, Editura Karta Graphic, 2009 (în colaborare)
4.       Cultura muzicală în sec XIX-XX din județul Prahova – Editura Muzicală, 2012 
DIPLOME SPECIALE PRIMITE DUPĂ 1985
1.       Diplomă onorifică - 1985, din partea Colegiului Criticilor Muzicali din A.T.M. (Asociația Oamenilor din Teatru și Muzică).
2.       Diplomă de onoare - Asociația Națională Corală din România, 1995
3.       Diplomă - Uniunea Compozitorilor și Muzicologilor din România, 1995
4.       Premiul Special - Uniunea Interpreților, Coregrafilor și Criticilor Muzicali, 1995
5.       Diplomă acordată de Ministerul Culturii, Academia Română și Comitetul Național Român -UNESCO - pentru Deceniul Mondial al Dezvoltării Culturale.
6.       Marele Premiu “Nichita Stănescu”, pe anul 1997, cu prilejul celei de a IX - a ediții a Festivalului Internațional de Poezie “Nichita Stănescu”, pentru devotamentul său exemplar fața de cultura română și pentru rolul pe care 1-a avut în organizarea celor nouă ediții ale Festivalului Internațional de Poezie “Nichita Stănescu”.
7.       EF'S Internationale Infocenter - Consiliul Europei – 1996 - Diplomade Absolvire în specialitatea Management Cultural și Societăți Democratice, la Centrul Regional European Info - center, Danemarca, 1994
8.       Diplomă de Onoare acordată de Prefectura jud. Prahova și Consiliului Județean Prahova cu prilejul sărbătoririi a 150 de ani de la nașterea poetului Mihai Eminescu, pentru sprijinirea culturii românești.
9.       Diplomă de Onoare acordată de Consiliul Județean Prahova Fundația “Magna cum laude” – pentru contribuția importantă la promovatrea operei și personalității poetului Nichita Stănescu (30 martie 2001) ș.a.

## Ordine și medalii
1.     Ordinul Steaua R.S.R. clasa V 1966, atribuit prin Decretul 342/30.IV.1966;
2.     Ordinul Meritul Cultural în grad de cavaler – 2004, atribuit prin DECRET nr. 1.094 din 10 decembrie 2004, http://legislatie.just.ro/Public/DetaliiDocument/57744;
3.     Ordinul Cavaler Zăgănescu - 1 dec. 1997;
4.     Medalia Ars longa, vita brevis - Consiliul Județean Prahova;
5.      Ordinul Aniversar acordat de Senatul Uniunii Ziariștilor Profesioniști din România, (2009);
6.     Premiul pentru întreaga activitate, acordat de Revista "Actualitatea Muzicală" a Uniunii Compozitorilor și Muzicologilor din România (2011), https://foto.agerpres.ro/foto/detaliu/5244206 Arhivat în 15 ianuarie 2022, la Wayback Machine.;
7.     Premiul Uniunii Compozitorilor și Muzicologilor din România, 2013, pentru lucrarea "Cultura muzicală pe teritoriul Jud. Prahova în sec. XIX- XX" și pentru întreaga activitate publicistică, http://www.ucmr.org.ro/Texte/RV-2-2013-1.pdf;
8.     Medalia jubiliară I. L. Caragiale acordată cu prilejul împlinirii a 150 de ani de la nașterea marelui scriitor, de către Consiliu Județean Prahova, în cadrul Anului Internațional UNESCO I. L. Caragiale. Medalia jubiliară “Nichita Stănescu” cu ocazia Festivalului Internațional de Poezie “Nichita Stănescu” - 29 - 31 martie 2003 (70 de ani de la nașterea poetului)

## Premii
-           Premiul II la etapa județeană a primului concurs al Căminelor Culturale din România - ianuarie 1950, cu Corul mixt al Căminului Cultural din corn. Munteoru, jud. Buzău (în calitate de dirijor);
-           Premiul I la Concursul Formațiilor Corale Militare - cu corul Școlii de Ofițeri de Rezervă, mai 1951, Bacău;
-           Premiul II și Titlul de Laureat pentru Lucrarea muzicală “Omagiul Prahovei” la concursul artistic de creație din cadrul etapei republicane a Festivalului Național “Cântarea României” 1989. 
-           În anul 1997 a fost distins cu Premiul Special “Nichita Stănescu” de către Ministerul Culturii și Academia Română “pentru oranizarea exemplară a nouă ediții a Festivalului Național (Internațional) de Poezie Nichita Stănescu”.
-           În anul 2004 -  Ordinul “Meritul Cultural – în grad de cavaler”,
-           În anul 2009 - Ordinul Aniversar acordat de Senatul Uniunii Ziariștilor Profesioniști din România.
-           PREMIUL DE EXCELENȚĂ, pentru întreaga activitate, acordat de Forumul Muzical Român, 29 noiembrie 2016 – în cinstea marii aniversări a Zilei Naționale a României
-           A primit numeroase premii, diplome de onoare și de excelență, plachete, medalii etc din partea Uniunii Compozitorilor și Muzicologilor din România, Asociației Naționale Corale, Uniunii Criticilor Muzicali “Mihai Jora”, Uniunii Interpreților, Coregrafilor și Criticilor Muzicali, Uniunii Ziariștilor Profesioniști, Forumului Muzical Român, Revistei “Actualitatea Muzicală” a UCMR, Prefecturii, Consiliului Județean Prahova, Primăriei Municipilui Ploiești etc.
-           Din anul 2002 este Cetățean de Onoare al Municipiului Ploiești și Seceretar al Consiliului Cetățenilor de Onoare ai Municipiului Ploiești
FUNDAȚII
-           Membru de onoare în Fundația “Nicolae Iorga” (președinte acad. Eugen Simion);
-           Membru în Fundația acad. Rădulescu (președinte acad. Eugen Simion);
-           Membru în Fundația “Nicolae Grigorescu”;
-           Membru în Fundația “Cezar Petrescu “;
-           Membru în Fundația “B. P. Hașdeu”;
-           Membru de onoare în Societatea “Filarmonica” din Câmpina;
-           Membru de onoare al Fundației Oamenilor de Știință din Prahova;
CONCURSURI - FESTIVALURI
-           inițiatorul și organizatorul principal al Spectacolului Interjudețean “Florin Comișel” (1985 - 1996);
-           inițiatorul și organizatorul principal al Festivalului de Interpretarea Muzicii Românești “Când castanii înfloresc”(1973-1996);
-           inițiatorul și organizatorul principal al Festivalului Muzicii Culte “Paul Constantinescu” (1985 - 1989) și al Concursului Național de Interpretare și Creație Muzicală “Paul Constantinescu” – anual din 1995, concurs deschis elevilor și studenților care studiază vioara, pianul, canto clasic și secția Compoziție Muzicală (numai pt. clasele IX - XII);
-           coorganizator al Concursului Internațional de Pian “Lorry Wallfisch” (2001 - 2003); 
-           coorganizator al Concursului Internațional de Canto “Eugenia Moldoveanu” (2001 - 2003); 
-           coordonator al Festivalului Național și Internațional de Poezie “Nichita Stănescu” (1984 – 1993).

## Lucrări de artă monumentală
Busturi în bronz sau piatră: 
-           În perioada 1955 - 2001, a fost direct implicat în activitatea de realizare și dezvelire a peste 25 de busturi, obeliscuri, monumente, statui ecvestre pe teritoriul fostei Regiuni Ploiești - până în 1968 și după această dată, numai în județul Prahova, lucrări de artă dedicate unor importante evenimente și personalități ale istoriei și culturii românești care au trăit și creat pe teritoriul Prahovei: I. L. Caragiale, Nicolae Grigorescu, B. P. Hașdeu, Nicolae Iorga, Nicolae Bălcescu, Al. I. Cuza, I. D. Negulici, C. Dobrogeanu - Gherea, Cezar Petrescu, Nicolae Tonitza, Miron Radu Paraschivescu, Mihai Eminescu, George Enescu, Aurel Vlaicu, Ion Manolescu, N. I. Simache, Paul Constantinescu etc. la care se adaugă 11 busturi monumentale dedicate marilor voievozi ce au avut reședință domnească în orașul Târgoviște, lucrări realizate între anii 1967 - 1969, precum și busturile domnitorilor Matei Basarab și Constantin Brâncoveanu (amplasate în com. Brebu), grandiosul monument dedicat țăranilor din 1907 amplasat în municipiul Buzău din fosta Regiune Ploiești, opera sculptorului Corneliu Medrea, dezveliți în 1962, sau statuia ecvestră “Mihai Viteazul” amplasată în Ploiești (1997) ș.a.
-           A inițiat, realizat și dezvelit in anii 1992-1997, cu sprijinul financiar al Ministerului Culturii,  zece plăci memoriale cu efigie în bronz, dedicate iluștilor oameni de cultură și artă: Radu Tudoran, Constantin Dimitrescu (comuna Blejoi), Yehudy Menuhin (Vila Carola din Sinaia), Ioan Danielescu, Nelu Danielescu, Ion Baciu, Florin Comișel, prof. emerit N. Simache, Paul Constantinescu, Constantin Bobescu.
PRINCIPALELE MANIFESTĂRI  DE REZONANTĂ DEOSEBITĂ  ORGANIZATE LA MUZEUL MEMORIAL “PAUL CONSTANTINESCU”
- În fiecare an, manifestări speciale prilejuite de sărbătorirea marelui poet național Mihai Eminescu, ilustrului  dramaturg I. L. Caragiale, poetului nepereche Nichita Stănescu, Zilei Mondiale a Culturii (21 mai), Zilei Imnului Național (29 iulie), Zilei Patrimoniului Cultural European (a III sâmbăta din luna septembrie), 1 Decembrie - Ziua Națională a României. Acestora li se adaugă aniversări sau comemorări dedicate unor proeminente personalități ale culturii și artei muzicale sărbătorite pe plan național sau internațional, printre care amintim: George Enescu; prof.univ. Emilia Comișel, Nelu Danielescu; Paul Constantinescu; J. S. Bach; Dinu Lipatti; Ion Baciu; Gheorghe Brătianu; Vasile Dinu; Constantin Dimitresc; Eugen Pricope; Constantin Brăiloiu; Pablo Casals; Ciprian Porumbescu; Ion Vasilescu; Mihai Eminescu; I.L. Caragiale; dr. Ing. N.C. Debie; Florin Comișel; Zaharia Popescu; Marțian Negrea; Gheorghe Danga; Lorry Walfish; prof. Nicolae Simache etc
- Numeroase recitaluri instrumentale sau vocal-simfonice având invitați pe: Alexandru Tomescu, Ilinca Dumitrescu, Liliana Cătuneanu, Ionel Burcea, Gabriel Croitoru ș.a.